# Addicted to You (Shakira)
Addicted to You è il quinto e ultimo singolo ufficiale di Shakira estratto dall'album Sale el Sol (2010). La canzone è in completo stile latino, merengue, come i precedenti successi di Shakira (Loca, Rabiosa). Il singolo è stato pubblicato ufficialmente, in formato digitale, il 13 marzo 2012. La canzone è co-prodotta da El Cata, infatti anche questa canzone, come Loca e Rabiosa, era una canzone composta da El Cata e successivamente modificata dalla collaborazione tra i due artisti. La copertina del singolo è stata svelata il 9 marzo 2012 da Amazon.com ed utilizza una foto del 2009 scattata per un servizio fotografico da Jaume de Laiguana.

## Video musicale
Il video musicale è stato registrato in un solo giorno il 29 marzo a Ranch in Valencia, California e diretto da Anthony Mandler. Il giorno successivo alla registrazione del video Shakira pubblica su Facebook e Twitter la prima foto tratta dal set del video. Il video è ambientato in un paesino in stile messicano ed il video parlerà di una ragazza che ha trascorso la notte con un uomo e che non riesce a toglierselo dai suoi pensieri. Inizialmente la data di pubblicazione del video era prevista per il 20 di aprile, ma successivamente venne cambiata. Il 30 di aprile 2012 lo staff di Shakira pubblica un'anteprima di 15 secondi del video e annuncia l'uscita del video musicale per il 2 maggio 2012 alle ore 16:00 (ora italiana). Il video, dalla durata totale di 2:35 minuti con 5 secondi di intro, è caratterizzato da 7 luoghi diversi e tre differenti abiti.

## Tracce
Download digitale
1. Addicted To You (Radio Version) - 2:28

## Altre versioni
Oltre alla "Radio Version" della canzone, El Cata ha pubblicato su Twitter il 7 aprile 2012 un remix della canzone che farà parte ad una sua nuova produzione. Inoltre il 18 di maggio 2012 sono stati pubblicati su iTunes e Amazon sette remix ufficiali della canzone:
1. Addicted To You (Arbadel Radio Mix)
2. Addicted To You (DJ Chus Short Radio Edit)
3. Addicted To You (DJ Chus Radio Mix)
4. Addicted To You (DJ Chus Iberican Vocal Mix)
5. Addicted To You (DJ Chus Instrumental)
6. Addicted To You (DJ Chus Iberican Extended Mix)
7. Addicted To You (DJ Chus Dub Mix)

## Classifiche
| Classifica (2012) | Posizione massima |
| ----------------- | ----------------- |
| Belgio (Fiandre)  | 27                |
| Belgio (Vallonia) | 19                |
| Francia           | 15                |
| Italia            | 49                |
| Spagna            | 14                |
| Svizzera          | 70                |